# Gebhard Ludwig Himmler

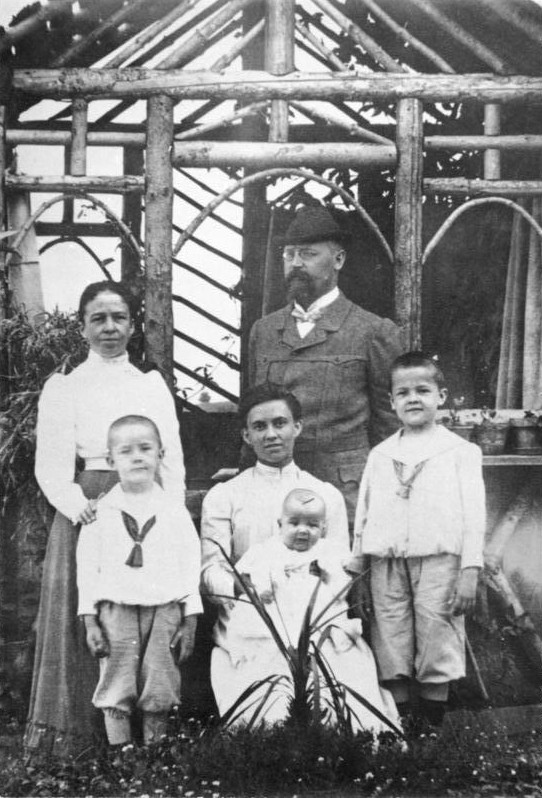
Joseph Gebhard und Anna Himmler (stehend) mit ihren drei Kindern Heinrich (links), Ernst (Mitte, auf dem Schoß eines Kindermädchens) und Gebhard Ludwig (rechts) (1906)

Gebhard Ludwig Himmler (* 29. Juli 1898 in München; † 22. Juni 1982 ebenda) war ein deutscher NS-Funktionär, Maschinenbauingenieur und älterer Bruder des Reichsführers SS Heinrich Himmler.

## Frühe Jahre
Gebhard Ludwig Himmler war der erste Sohn des Oberstudiendirektors Joseph Gebhard Himmler (* 17. Mai 1865 in Lindau (Bodensee); † 29. Oktober 1936 in München) und von Anna Maria Heyder (* 16. Januar 1866 in Bregenz; † 10. September 1941 in München). Seine Geschwister waren Heinrich Himmler (* 7. Oktober 1900 in München; † 23. Mai 1945 in Lüneburg) und Ernst Hermann Himmler (* 23. Dezember 1905 in München; † 2. Mai 1945).
Er besuchte von 1904 bis 1906 die Domschule am Frauenplatz in München. Von 1906 bis 1908 besuchte er die Amalienschule und von 1909 bis 1917 das Wilhelmsgymnasium München, das er mit dem vorgezogenen mündlichen Abitur abschloss.

## Erster Weltkrieg, Hitlerputsch, Studium, Beruf und Familie
1917 trat er als Fahnenjunker beim 16. bayerischen Infanterieregiment ein. Himmler wurde mit diesem Regiment 1918 an der Westfront eingesetzt und gegen Kriegsende noch zum Fähnrich ernannt.
Gebhard Himmler nahm als Mitglied der Einwohnerwehr an der Niederschlagung der Münchner Räterepublik teil. Im November 1919 trat er ebenso wie sein Bruder Heinrich als Zeitfreiwilliger in die Schützenbrigade 21 der Reichswehr unter Franz Ritter von Epp ein. Anfang 1923 schloss sich Gebhard Himmler dem Bund Reichskriegsflagge unter Ernst Röhm an, der sich am Hitlerputsch im November 1923 beteiligte.
Von 15. Januar 1919 bis Juli 1923 absolvierte er ein Studium des Maschinenbauingenieurwesens an der Technischen Hochschule München. Von Juli 1923 bis zur Einführung der Rentenmark wurde er bei der Bayerischen Hypotheken- und Wechsel-Bank für Papiergeld beschäftigt. 1924 arbeitete er im Konstruktionsbüro der Maschinenfabrik Fritz Neumeyer AG in München-Freimann. Ab Januar 1925 war er Hilfslehrer an der städtischen Berufs- und Gewerbeschule für Feinmechaniker Deroystraße; ab April 1925 wurde er dort als Studienrat angestellt und unterrichtete technisches Zeichnen, Physik und Instrumentenkunde.
Er war Mitglied im AGV München, wo er seinen späteren Schwager Richard Wendler kennenlernte. Am 18. September 1926 heiratete er Mathilde Hilde Wendler, die er auf einem Ball der Studentenverbindung Apollo München (heute: Münchener Burschenschaft Franco-Bavaria), in der sein Bruder Heinrich aktiv war, getroffen hatte. Ihre Kinder sind Irmgard (* 21. Oktober 1927), Anneliese (* 16. Oktober 1930) und Heide (* 13. März 1940 in Gmund am Tegernsee).

## Zeit des Nationalsozialismus – NS-Funktionär
Nach dem 30. Januar 1933 wurde Gebhard Himmler zum Direktor der Berufsschule in der Deroystraße ernannt.
Zum 1. Mai 1933 trat Gebhard Himmler in die NSDAP und in den Volksbund für das Deutschtum im Ausland ein. Um den Anschein des Opportunisten abzuwehren, wurde ihm auf seinen Antrag die niedrigere NSDAP-Mitgliedsnummer seiner Frau Hilde übertragen (Mitgliedsnummer 1.117.822), die zum 1. Mai 1932 beigetreten war und dafür als Mitglied gestrichen wurde. Gebhard war vor dem 30. Januar 1933 Führer des bayerischen Berufsschulverbandes. Dieser wurde noch 1933 in den NS-Lehrerbund (NSLB) überführt. Gebhard Himmler wurde zum Stellvertreter und anschließend zum Gaufachschaftsleiter des Gau Oberbayern ernannt.
Ab seiner Ernennung zum Direktor der Berufsschule in der Deroystraße in München widmete sich Gebhard Ludwig Himmler intensiv zahlreichen Ehrenämtern des NS-Regimes und war weitgehend vom Schuldienst freigestellt. Ab Anfang 1936 arbeitete er im Hauptamt für Technik in der NSDAP und beim NS-Bund Deutscher Technik, die von Fritz Todt geleitet wurden und dem bis 1938 nahezu alle technisch-wissenschaftlichen Vereine, wie z. B. der Verein Deutscher Ingenieure (VDI), angeschlossen wurden.
Der VDI definierte die Richtlinien zur Vergabe des Titels Ingenieur. Gebhard Himmler wirkte prägend für diese ständische Interessenvertretung und übte die ständepolitische Macht in einer diskriminierenden und parteipolitisch befangenen Weise aus.
Vom 1. November 1935 bis Oktober 1941 war Himmler Direktor der Höheren Technischen Lehranstalt der Stadt München (ab 1939 als Ingenieurschule der Hauptstadt der Bewegung bezeichnet).
Am 18. Oktober 1937 unterzeichneten Fritz Todt und Abdul Majid Zabuli ein deutsch-afghanisches Abkommen über Bauwesen und Landverkehr. Gebhard Himmler genoss die Protektion von Fritz Todt, die dazu beitrug, dass er im Dezember 1939 in die Abteilung E IV des Reichsministerium für Wissenschaft, Erziehung und Volksbildung in Berlin versetzt wurde. 1939 nahm Himmler als Angehöriger des Infanterieregiments 19 am Überfall auf Polen teil. Am 12. Juli 1940 wurde er vom Oberstudiendirektor zum Ministerialrat befördert. In Berlin-Friedenau wohnte die Familie Gebhard und Hilde Himmler ab Juni 1940 in der Hähnelstraße. 1944 wurde Ministerialdirigent Wilhelm Heering (* 1877) im Reichsministerium für Wissenschaft, Erziehung und Volksbildung in den Ruhestand versetzt und Gebhard Himmler wurde sein Nachfolger. Ab August 1943 wohnte Gebhard Himmler bei seinem Bruder Ernst in Ruhleben in Berlin.
Seine Familie wohnte bis 1946 im Haus Lindenfycht in Gmund am Tegernsee bei Margarete Himmler; diese beaufsichtigte bei Renovierungsarbeiten der Privatvilla Häftlinge des Außenlagers des KZ Dachau. Gebhard Himmler wurde am 30. Januar 1944 zum SS-Standartenführer (SS-Nummer 214.049) und am 30. März 1944 zum SS-Standartenführer der Reserve der Waffen-SS befördert und als Inspekteur der Waffen-SS-Schulen eingesetzt.

## Nachkriegszeit
Gebhard Himmler geriet bei Kappeln an der Schlei in britische Kriegsgefangenschaft. Anfang März 1946 war er in der Lederfabrik Emil Köster in Gadeland interniert, anschließend wurde er nach Fallingbostel in der Lüneburger Heide überstellt. 1948 erfolgte die Verlegung in ein Internierungslager an der Ungererstraße in München.
Nach seiner Entlassung 1948 wurde er mit der Herstellung von Kondensatoren in der Hoffmannstraße in München beschäftigt. Karl Hudezeck (1934–1945 Direktor des Wittelsbacher-Gymnasium München) stellte ihm einen Persilschein für die NS-Zeit aus. In einem Spruchkammerverfahren wurde er in Kategorie II als belastet eingestuft.
Im Europäisch-Afghanischen Kulturamt in München wurde der Ministerialdirigent a. D. und Ingenieur Gebhard Himmler als Studienberater beschäftigt und vermittelte Praktikumsstellen für afghanische Studenten. Er war vom Staatsdienst ausgeschlossen, und ihm waren die Pensionsansprüche aberkannt worden, wogegen er klagte und 1959 damit auch Erfolg hatte.

## Veröffentlichungen
- Technik und Ingenieurerziehung. In: Deutsche Technik, 6, 1938, S. 313–315.
- Die Ingenieurschule und die Anforderungen an den Nachwuchs. In: Deutsche Technik, 10, 1942: S. 496 ff.
- Junge Afghanen zur Ausbildung in Deutschland. In: Institut für Auslandsbeziehungen. Mitteilungen 9–10/1954, S. 243 f.